# Umpolung
In chimica organica, l'umpolung (o l'inversione di polarità) è la modifica chimica di un gruppo funzionale con l'obiettivo di invertire la polarità del gruppo funzionale. Questa modifica consente reazioni collaterali del gruppo funzionale, che altrimenti non sarebbe possibile. Il concetto è stato introdotto da Dieter Seebach e da Elias James Corey. Si possono trovare alcune classiche applicazioni di inversione di polarità nei reagenti di Grignard e nella Condensazione benzoinica.